# Pavona venosa
Pavona venosa är en korallart som först beskrevs av Ehrenberg 1834.  Pavona venosa ingår i släktet Pavona och familjen Agariciidae. IUCN kategoriserar arten globalt som sårbar. Inga underarter finns listade i Catalogue of Life.